# Liste des US Routes au Dakota du Nord
Les US Routes au Dakota du Nord sont les US Routes entretenues par le North Dakota Department of Transportation (NDDOT) dans l'état du Dakota du Nord.

## Liste
| Numéro | Longueur (mi) | Longueur (km) | Terminus sud / ouest                                    | Terminus nord / est                                  | Créée | Notes             |
| ------ | ------------- | ------------- | ------------------------------------------------------- | ---------------------------------------------------- | ----- | ----------------- |
| US 2   | 358,09        | 576,29        | US 2 à la frontière du Montana près de Williston        | US 2 à la frontière du Minnesota à Grand Forks       | 1926  |                   |
| US 10  | 8,04          | 12,94         | I-94 / US 52 à West Fargo                               | US 10 à la frontière du Minnesota à Fargo            | 1938  |                   |
| US 12  | 87,47         | 140,77        | US 2 à la frontière du Montana près de Marmarth         | US 12 à la frontière du Dakota du Sud près de Haynes | 1926  | Yellowstone Trail |
| US 52  | 362,03        | 582,63        | Hwy 39 à la frontière canadienne près de Portal         | US 52 à la frontière du Minnesota à Fargo            | 1935  |                   |
| US 81  | 242,46        | 390,20        | US 81 à la frontière du Dakota du Sud près de Hankinson | PTH 75 à la frontière canadienne à Pembina           | 1926  |                   |
| US 83  | 265,98        | 428,05        | US 83 à la frontière du Dakota du Sud près de Hague     | PTH 83 à la frontière canadienne près de Westhope    | 1926  |                   |
| US 85  | 255,06        | 410,48        | US 85 à la frontière du Dakota du Sud près de Hague     | Hwy 35 à la frontière canadienne près de Fortuna     | 1926  |                   |
| US 281 | 267,19        | 430,00        | US 281 à la frontière du Dakota du Sud près d'Ellendale | PTH 10 à la frontière canadienne près de Hansboro    | 1931  |                   |
|        |               |               |                                                         |                                                      |       |                   |